# Psilotreta spitzeri
Psilotreta spitzeri là một loài Trichoptera trong họ Odontoceridae. Chúng phân bố ở miền Ấn Độ - Mã Lai.